# 제1이동외과병원
제1이동외과병원(영어: 1st Korean Mobile Army Surgical Hospital)은 베트남 전쟁 당시 대한민국에서 베트남 공화국에 파견한 주월한국군사원조단 예하 육군이동외과병원(MASH) 의무부대이다.
제1이동외과병원이 주둔하였던 육군정양병원은 현재 베트남의 국가 소유물로서 보호받고 있다.

## 역사

### 한국 전쟁
1950년 7월 9일, 국일명 (육군) 제4호에 의거하여 수원에서 수도병원 외과분원을 기반으로 제1외과치료반으로 창설되었다. 1951년 3월 20일, 제1이동외과병원으로 재편성되었다.

### 베트남 전쟁
서울특별시 성북구 창동의 제7후송병원을 모체로 1964년 7월 15일에 창설되었다. 병원장으로 외과담당인 이형수 중령을 포함한 130명으로 편성되었으며, 9월 11일에 부산항에서 출항하여 9월 22일에 사이공에 도착, 9월 25일에 붕따우로 이동하였다. 본격적인 업무는 9월 28일에 윌리엄 웨스트모얼랜드 대장의 지휘에 따라 베트남 공화국의 육군정양병원에서 시작하였다.
1966년 6월 30알, 제1군행지 제19호에 따라 1963년 11월 15일 국일명 (육) 제34호에 따라 제3야전병원에서 배속부대로서 창설된 유행성출혈열 연구반이 배속되었다.
1968년 7월 1일, 서수가 1에서 201로 제201이동외과병원으로 개명되었다.
1973년 3월 11일에 철수하였다.

## 계보
- 1951년 3월 20일, 제1이동외과병원
- 1968년 7월 1일, 제201이동외과병원

## 참고

### 인용
1. ↑  국군의무사령부50년사 2004, 21쪽.
2. 1 2  국군의무사령부50년사 2004, 26쪽.
3. 1 2  국군의무사령부50년사 2004, 71쪽.
4. ↑  국군의무사령부50년사 2004, 72쪽.
5. ↑  국군의무사령부50년사 2004, 97쪽.

### 자료
- “제1 외동외과병원”. 국방부 국사편찬연구소. 2017년 12월 1일에 원본 문서에서 보존된 문서. 2016년 12월 19일에 확인함.
- “인술 베푼 제1이동외과병원…‘따이한 최고’ 명성 얻어 <35> 베트남전과 한국군 의료지원단”. 국방일보. 2017년 9월 13일. 2017년 9월 25일에 확인함.[깨진 링크(과거 내용 찾기)]
- “國軍醫務司令部50年史” [국군의무사령부50년사] (PDF). 國軍醫務司令部. 2004년 10월. 2017년 10월 31일에 원본 문서 (PDF)에서 보존된 문서. 2019년 11월 25일에 확인함.